# Johann Westphal (Politiker, 1886)
Johann Westphal (* 21. September 1886 in Dosenmoor; † 30. Mai 1954 in Ost-Berlin) war ein deutscher Politiker der KPD und Mitglied der Hamburgischen Bürgerschaft.

## Leben
Johann Westphal war der Sohn eines Landbriefträgers und das älteste von elf Geschwistern. Er lernte den Beruf eines Kesselschmieds und war als Werftarbeiter tätig. 1907 Mitglied der SPD, trat er während des Ersten Weltkrieges zur USPD über und kam 1920 mit der USPD-Mehrheit zur KPD. Er gehörte der Hamburgischen Bürgerschaft erstmals von 1924 bis 1933 an.
1924 wurde er Orgleiter des KPD-Bezirks Wasserkante. 1925 wurde er abgelöst, blieb aber Mitglied der Bezirksleitung. Seit 1927 arbeitete er als Angestellter im Arbeits- und Wohlfahrtsamt. 1930 wurde er Leiter des Kampfbundes gegen den Faschismus in Hamburg und war bis 1933 aktiver KPD-Funktionär.
Am 5. März 1933 wurde er nochmals in die Bürgerschaft gewählt, jedoch am 19. März 1933 festgenommen und war bis Januar 1934 im Konzentrationslager. Im Juni 1934 und im April 1937 wurde er erneut kurz inhaftiert.
Er stand in Verbindung zur Bästlein-Jacob-Abshagen-Gruppe und wurde daher im Juli 1944 abermals festgenommen.
Nach dem Zweiten Weltkrieg war er wieder in Hamburg als Funktionär für die Bezirksleitung Hamburg der KPD tätig und übernahm in der Ernannten und der ersten frei gewählten Wahlperiode der Bürgerschaft ein Mandat. Zudem saß er im „Vollzugsausschuß der Sozialistischen Freien Gewerkschaft“.
Während seiner Teilnahme am Deutschlandtreffen der FDJ in Ost-Berlin starb Johann Heinrich Westphal am 30. Mai 1954 und wurde in Hamburg beigesetzt.